# Xamota

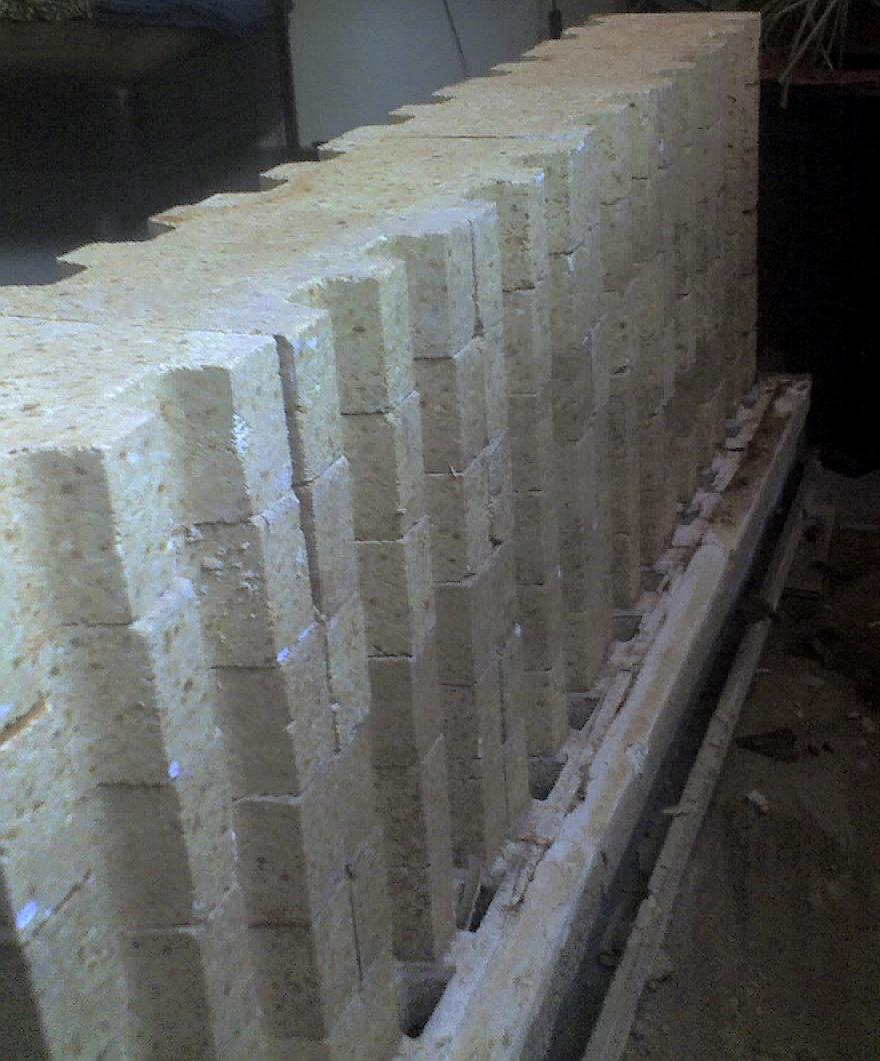
Maons refractaris fets amb xamota

La xamota és un material granular obtingut de la polvorització dels maons, pedres refractàries, o un altre producte ceràmic cuit. Té un alt percentatge de sílice i alúmina. També es pot fer, a altes temperatures, a partir d'argiles refractàries. Afegint xamota a l'argila en millora la textura, redueix la contracció i evita la formació d'esquerdes durant la cocció.

## Propietats
La xamota té un contingut mínim de : 40% d'alúmina, un 30% mínim de sílice, un 4% màxim d'òxid de ferro (III), un 2% màxim d'òxid de calci i d'òxid de magnesi en total.
El seu punt de fusió és d'uns 1780 °C. Pot absorbir fins a un 7% d'aigua.

## Aplicacions
La xamota es fa servir en la fabricació d'objectes de terrissa i en escultura per a obtenir una textura rústega. Evita defectes com l'esquerdat i la laminació. Afegeixen resistència a la terrissa.
Com més fines siguin les partícules de la xamota, més estretament s'enllacen amb l'argila i més dens i fort serà el producte cuit final.
Altres usos per la xamota és en el processament del varistor un metall-òxid d'OZn.

## En arqueologia
En arqueologia es diu xamota la ceràmica que es troba esmicolada.